# Stadium of the Year
Stadium of the Year (Estadio del Año) es un concurso de votación pública anual organizado por el sitio web EstadiosDB.com, para seleccionar el mejor estadio de fútbol terminado en el año anterior al concurso. El premio es la mayor votación pública de este tipo en el mundo. En las ediciones 2014-2020, se realizó por separado, además de las encuestas públicas, una votación del jurado compuesto por arquitectos especializados en construcción de estadios.
Hasta la 14ª edición (Stadium of the Year 2023, celebrada a principios de 2024) el concurso era organizado por StadiumDB.com en inglés y su sitio gemelo Stadiony.net en polaco. Sin embargo, desde la 15ª edición el concurso será celebrado también en la versión española del sitio web, EstadiosDB.com.

## Descripción
En 2011 el portal web polaco Stadiony.net organizó por primera vez un concurso en el que los lectores podían votar al mejor estadio de fútbol construido en 2010. Desde entonces, el concurso se celebra anualmente.
Al principio, el concurso sólo se organizaba en la versión polaca del sitio web. Desde la 3ª edición, tras la creación de la versión inglesa del sitio, StadiumDB.com, el concurso se celebra conjuntamente en ambas versiones lingüísticas. Desde la 15ª edición, se organizará también en la versión española, EstadiosDB.com.
La votación anual va precedida de una fase de nominación, durante la cual los lectores pueden enviar sus sugerencias y comentarios, que influyen en la lista final de estadios considerados para el concurso. Pueden participar en la votación las instalaciones que cumplan los siguientes criterios:
- hayan entrado en servicio el año anterior a la votación
- sean completamente nuevos o se hayan remodelado sustancialmente
- sean aptos para albergar partidos de fútbol
- tengan una capacidad mínima de 10.000 espectadores

El concurso consiste en una votación abierta en línea en la que pueden participar los lectores del sitio web, que otorgan puntos a cinco estadios de su elección (puntuaciones de 5, 4, 3, 2 y 1 puntos). El premio es la mayor votación pública de este tipo en el mundo. En la edición de 2014, que batió récords, se emitieron casi 100.000 votos.
En las ediciones de 2014-2020, además de la votación del público, también se organizó por separado una votación del jurado. Se invitó a arquitectos especializados en el diseño de estadios a formar parte del jurado.
La estatuilla por ganar la edición de 2021 (en la que el Estadio El Sadar de Pamplona fue seleccionada como el mejor estadio del año) fue entregada por el propietario del sitio web, Grzegorz Kaliciak, al presidente del club CA Osasuna, Luis Sabalza. La breve ceremonia tuvo lugar el 20 de abril de 2022 en el estadio ganador, justo antes del destacado encuentro de Osasuna con el Real Madrid, y fue retransmitida en directo por la cobertura oficial de La Liga en todo el mundo.

## Lista de ganadores
Lista de ganadores anteriores de la encuesta Stadium of the Year:
| Edición                   | Año  | Candidaturas | Votos  | Premio del público                       | Premio del público | Votación del jurado                 | Votación del jurado |
| ------------------------- | ---- | ------------ | ------ | ---------------------------------------- | ------------------ | ----------------------------------- | ------------------- |
| 1 ( Sólo en Stadiony.net) | 2010 | 22           | 1809   | Aviva Stadium (Dublín)                   |                    | –                                   |                     |
| 2 ( Sólo en Stadiony.net) | 2011 | 27           | 11 859 | Stadion Gdańsk (Gdansk)                  |                    | –                                   |                     |
| 3                         | 2012 | 16           | 14 439 | Arena do Grêmio (Porto Alegre)           |                    | –                                   |                     |
| 4                         | 2013 | 18           | 27 851 | Ghelamco Arena (Gante)                   |                    | –                                   |                     |
| 5                         | 2014 | 32           | 96 772 | Allianz Parque (São Paulo)               |                    | Hazza bin Zayed Stadium (Al Ain)    |                     |
| 6                         | 2015 | 22           | 37 677 | Estadio BBVA (Guadalupe)                 |                    | Nouveau Stade de Bordeaux (Burdeos) |                     |
| 7                         | 2016 | 29           | 82 826 | Vodafone Park (Estambul)                 |                    | London Stadium (Londres)            |                     |
| 8                         | 2017 | 27           | 53 083 | Estadio General Pablo Rojas (Asunción)   |                    | Luzhniki Stadium (Moscú)            |                     |
| 9                         | 2018 | 27           | 35 330 | Volgograd Arena (Volgogrado)             |                    | Diósgyőri Stadion (Miskolc)         |                     |
| 10                        | 2019 | 21           | 30 632 | Puskás Aréna (Budapest)                  |                    | Estadio Olímpico de Tokio (Tokio)   |                     |
| 11                        | 2020 | 20           | 21 821 | Stadium Sultan Ibrahim (Iskandar Puteri) |                    | SoFi Stadium (Inglewood)            |                     |
| 12                        | 2021 | 23           | 12 873 | Estadio El Sadar (Pamplona)              |                    | –                                   |                     |
| 13                        | 2022 | 36           | 24 524 | OPAP Arena (Atenas)                      |                    | –                                   |                     |
| 14                        | 2023 | 35           | 12 073 | Arena MRV (Belo Horizonte)               |                    | –                                   |                     |